# Atuk
Atuk (in lingua inuit nonno) è il titolo di una sceneggiatura cinematografica mai realizzata, tratta dal romanzo satirico L'incomparabile Atuk (The Incomparable Atuk, 1963) dello scrittore canadese Mordecai Richler, la cui esistenza, e quindi popolarità, sopravvive grazie alla fama d'essere "maledetta", formulando uno dei casi legati alle maledizioni del cinema più noti a Hollywood. 
La trama del romanzo ruota attorno alle vicende di un caparbio inuit canadese che, trasferitosi nella città di Toronto, incorre in una serie di situazioni comico-grottesche dovute alle profonde differenze socio-culturali esistenti tra la sua piccola comunità d'origine ed il Canada urbano industrializzato.

## Storia
Negli anni ottanta diverse case di produzione hollywoodiane iniziarono a interessarsi al romanzo di Richler, vedendovi un buon soggetto per una commedia brillante e mordace da adattare naturalmente al contesto socio-culturale statunitense, ovvero un eschimese che si ritrova trapiantato nella caotica New York. Il progetto, a causa di alcune vicende legate alla morte prematura di artisti e autori coinvolti nella realizzazione della pellicola, cadde dopo alcuni anni di sviluppo in uno stato di gelo generale. All'interno della supposta maledizione (o leggenda metropolitana) rientrano le morti di alcuni attori e artisti di spicco nello scenario comico statunitense degli anni ottanta e novanta, che mostrarono interesse o furono ufficialmente ingaggiati nel film, ovvero: John Belushi, Sam Kinison, John Candy, Michael O'Donoghue, Chris Farley e Phil Hartman.
Il primo attore a mostrarsi interessato al film fu John Belushi, il quale morì, qualche tempo dopo averne letto il copione, per overdose nel 1982. In seguito, fu il turno di Sam Kinison, il quale accettò il ruolo di protagonista; il progetto era a quel punto in procinto di venire realizzato concretamente. Poco prima dell'inizio della lavorazione, Kinison dichiarò però che la sceneggiatura necessitasse di una riscrittura e perciò la produzione fu temporaneamente rinviata. Una volta che il nuovo copione fu ultimato, e quindi le riprese pronte per essere avviate, i costi di produzione preventivati subirono un'inaspettata ascesa, tanto da porre nuovamente in stallo la lavorazione; Kinison, tuttavia, fu in grado di girare una scena prima che la casa di produzione annullasse le riprese. L'attore, poi, morì anch'egli prematuramente in un incidente d'auto nel 1992.
Nel 1994 la parte passò a John Candy ma, prima che potesse girare, anche questi morì, precisamente per un attacco di cuore. Lo stesso anno, a novembre, morì per una emorragia cerebrale lo sceneggiatore Michael O'Donoghue, ch'era stato coinvolto nella stesura del copione e che, pare, avesse convinto Belushi prima e Candy poi ad avvicinarsi al film, in quanto molto promettente. Il progetto aveva assunto ormai i contorni di "film maledetto" e perciò, quando anche il comico Chris Farley morì, nel dicembre del 1997 (anch'egli per overdose), mentre era impegnato nelle trattative per accettare il ruolo, i produttori iniziarono a disinteressarsene.
L'ultimo nome a rientrare nelle morti elencate come parte della maledizione di Atuk fu quello di Phil Hartman. L'attore e comico, amico stretto di Candy, stava leggendo la sceneggiatura, con l'intento di prendere parte al film in un ruolo comprimario, quando venne assassinato dalla moglie nel 1998.
La United Artists continuò a detenere i diritti sul film, in attesa di ulteriori sviluppi. Nel 1999 Tod Carroll fu ingaggiato per scrivere una nuova sceneggiatura del film. Conscio della superstizione sul film, Carroll dichiarò: «Non mi importa quali siano state le impressioni che la gente possa aver avuto, penso che si tratti di coincidenze, una spiegazione pratica [...] Io non sono una persona superstiziosa, e non ha alcun significato per me».
Alla fine, la sceneggiatura fu messa all'asta su eBay nel corso degli anni duemila.

## Nella cultura di massa
- Nel commento al film Anchorman - La leggenda di Ron Burgundy (2004) di Adam McKay viene fatto un riferimento al progetto del film, quando il regista chiede insistentemente all'attore Will Ferrell di partecipare a un progetto intitolato Eskimo in New York, ma l'attore infine declina l'offerta spiegando che secondo lui il risultato finale non sarebbe di buona qualità.[4]